# Vellinge IF
Vellinge IF är en idrottsförening från Vellinge i Skåne län, bildad 1928. Föreningen är idag en renodlad fotbollsförening med representationslag för damer i division II och herrar i division III (2022).
Herrlaget har som bäst spelat i tredje högsta serien, gamla division III 1983-1984. Vellinge IF utsågs 2019 till "Årets idrottsförening" i Skåne och har en bred verksamhet med pojk- och flicklag samt fotbollsskola.